# Solanum crassitomentosum
Solanum crassitomentosum är en potatisväxtart som beskrevs av Karel Domin. Solanum crassitomentosum ingår i släktet skattor som ingår i familjen potatisväxter. Inga underarter finns listade i Catalogue of Life.